# Disco in Dream
Disco in Dream je debutové koncertní turné australské zpěvačky Kylie Minogue. Vzniklo na podporu dvou prvních alb Kylie (1988) a Enjoy Yourself (1989). Turné se konalo v roce 1989 v Asii, později v Evropě, kde se název show změnil na The Coca-Cola Hitman Roadshow.

## Set list
1. Loco - Motion
2. Got to Be Certain
3. Tears on My Pillow
4. Je Ne Sais Pas Pourquoi
5. Made in Haven
6. Hand on Your Heart
7. Wouldn't Change a Thing

## Data koncertů
| Datum          | Město      | Stát     | Místo                    |
| -------------- | ---------- | -------- | ------------------------ |
| 2. října 1989  | Nagoja     | Japonsko | Nagoya Rainbow Hall      |
| 3. října 1989  | Tokio      | Japonsko | Tokyo Dome               |
| 7. října 1889  | Ósaka      | Japonsko | Osaka-jō Hall            |
| 8. října 1989  | Ósaka      | Japonsko | Osaka-jō Hall            |
| 15. října 1989 | Londýn     | Anglie   | Hammersmith Palais       |
| 16. října 1989 | Plymouth   | Anglie   | Ritzy Discothèque        |
| 17. října 1989 | Swansea    | Wales    | Ritzy Discothèque        |
| 18. října 1989 | Manchester | Anglie   | Manchester Apollo        |
| 19. října 1989 | Liverpool  | Anglie   | Liverpool Empire Theatre |
| 22. října 1989 | Bristol    | Anglie   | Studio Nightclub         |
| 23. října 1989 | Newcastle  | Anglie   | Mayfair Ballroom         |
| 24. října 1989 | Sheffield  | Anglie   | The Roxy                 |
| 25. října 1989 | Birmingham | Anglie   | Ritzy Discothèque        |
| 27. října 1989 | Edinburgh  | Skotsko  | Playhouse Theatre        |